# The Walt Disney Company
The Walt Disney Company, cunoscut obișnuit ca Disney (/ˈdɪzni/ DIZ-nee), este un conglomerat american multinațional de mass media și divertisment cu sediul la complexul Walt Disney Studios în Burbank, California. Disney a fost fondat pe 16 octombrie 1923 de frații Walt Disney și Roy Disney ca Disney Brothers Studio; a operat de asemenea sub numele Walt Disney Studio și Walt Disney Productions înainte să își schimbe numele ca The Walt Disney Company în 1986. În 1928, Disney s-a impus ca lider în industria de animație cu filmul scurtmetraj Steamboat Willie. Filmul a folosit sunet sincronizat ca să devină primul desen animat post-produs, și a popularizat pe Mickey Mouse, care a devenit mascota și imaginea corporativă a Disney.
După ce a devenit un mare succes la începutul anilor 1940, Disney s-a diversicat la filme live-action, televiziune și parcuri tematice în anii 1950. Însă, după moartea lui Walt Disney în 1966, profiturile companiei, mai ales la divizia de animație, au început să decline. În 1984, acționarii Disney l-au votat pe Michael Eisner ca director general, care a condus o inversare a declinului companiei prin o combinație de expansiune internațională de parcuri tematice și perioada de mare succes a animației Renașterea Disney în anii 1990. În 2005, sub noul director general Bob Iger, compania a continuat să se extindă ca un conglomerat major de divertisment cu achizițiile a Marvel Studios, Lucasfilm și 20th Century Studios. În 2020, Bob Chapek a devenit șeful Disney după pensionarea lui Iger. Totuși, Chapek a fost concediat în 2022 și Iger a fost reinstalat ca director general.
Compania este cunoscută pentru divizia sa de film Walt Disney Studios, care include Walt Disney Pictures, Walt Disney Animation Studios, Pixar Animation Studios, Marvel Studios, Lucasfilm, 20th Century Studios, 20th Century Animation și Searchlight Pictures. Celelalte unități de afaceri ale Disney includ divizii în televiziune, radioteleviziune, streaming, stațiuni de parcuri tematice, produse pentru consumatori, publicare și operațiuni internaționale. Prin aceste divizii, Disney deține și operează canalul de televiziune ABC; canaluri de televiziune prin cablu precum Disney Channel, ESPN, Freeform, FX și National Geographic; divizii de publicare, mărfuri, muzică și teatru; servicii de streaming direct-către-consumator precum Disney+, Star+, ESPN+, Hulu și Hotstar; și Disney Experiences, care include mai multe parcuri tematice, stațiuni de hoteluri și linii de croazieră în jurul lumii.
Disney este una dintre cele mai mari și mai bine cunoscute companii din lume, și a fost evaluată la numărul 53 pe lista Fortune 500 din 2022 a celor mai mari companii din Statele Unite după venituri. În 2023, locul companiei în Forbes Global 2000 a fost la 87. De la fondarea sa, compania a câștigat 135 de Premii Oscar, 26 din care au fost premiate la Walt. S-a spus că compania a produs unele din cele mai bune filme ale tuturor timpurilor, precum și că a revoluționat industria parcurilor tematice. Compania, care a fost publică din 1940, tranzacționează la New York Stock Exchange (NYSE) cu simbolul bursier DIS și a fost o componentă a Dow Jones Industrial Average din 1991. În august 2020, aproximativ două treimi din acțiuni au fost deținute de mari instituții financiale. Compania și-a sărbătorit cea de-a 100-a aniversare pe 16 octombrie 2023.

## Istorie

### 1923–1934: Fondare, Oswald iepurele norocos, Mickey Mouse șiSilly Symphonies
În 1921, animatorii americani Walt Disney și Ub Iwerks au fondat Laugh-O-Gram Studio, care a precedat compania.
În 1923, Walt și fratele său Roy au fondat Disney Brothers Studio, mai târziu redenumit în 1926 ca Walt Disney Studio.
În 1927, Oswald iepurele norocos a fost creat de Walt și Ub.
În 1928, Walt a creat pe Mickey Mouse.

### 1934–1949: Era de Aur a Animației, grevă și epocă de război
În 1934, Walt a anunțat pentru prima oară filmul Albă ca Zăpada și cei șapte pitici care a fost lansat în 1937 ca primul film de animație lungmetraj.
În 1941, compania a avut parte de o grevă și a produs filme de propagandă pentru război

### 1950–1967: Filme live-action, televiziune, Disneyland și moartea lui Walt Disney
În 1950, Cenușăreasa a fost lansat ca un succes comercial după o perioadă de declin. Tot atunci, s-a lansat primul film live-action al Disney, Comoara din Insulă și s-a difuzat prima producție de televiziune a companiei, One Hour in Wonderland, pe canalul de televiziune NBC.
În 1955, Disneyland a fost deschis publicului.
În 1966, Walt Disney a murit.

### 1967–1984: Conducerea și moartea lui Roy E. Disney, Walt Disney World, declinul industriei animației și Touchstone Pictures
După moartea fratelui său Walt în 1966, Roy O. Disney a preluat conducerea ca lider al companiei. Animația a declinat la Disney după moartea lui Walt, cu o accentuare pe producții live-action.
În 1971, Roy O. Disney a murit.
În 1984, s-a înființat Touchstone Pictures, o marcă Disney pentru filme mai mature.

### 1984–2005: Conducerea lui Michael Eisner, Renașterea Disney, fuzionare și achiziții
În 1984, Michael Eisner a fost numit director general al companiei.
În 1989, Mica sirenă a fost lansat, începând o perioadă importantă în industria animației cunoscută drept  Renașterea Disney.
În 1995, Povestea jucăriilor a fost lansat ca primul film de animație generat în întregime pe computer și ca prima co-lansare între Disney și Pixar.
În 1996, Disney a achiziționat Capital Cities/ABC Inc., compania părinte a canalului de televiziune American Broadcasting Company (ABC) și altele.
În 2001, Disney a achiziționat Fox Family Worldwide.
În 2004, Disney a achiziționat franciza Păpușile Muppets de la The Jim Henson Company, fondând The Muppets Studio ca să gestioneze franciza.

### 2005–2020: Prima tenură a lui Bob Iger, expansiune și Disney+
În 2005, Bob Iger a fost numit director general al Disney, succedând-ul pe Michael Eisner. Sub tenura lui, Disney s-a extins în continuare.
În 2006, Disney a cumpărat Pixar.
În 2009, Disney a cumpărat Marvel Entertainment, pe atunci compania părinte a Marvel Comics și Marvel Studios.
În 2012, Disney a cumpărat Lucasfilm.
În 2019, Disney a cumpărat o majoritate din activele 21st Century Fox, care au inclus 20th Century Fox. De asemenea, serviciul de streaming Disney+ a fost lansat.

### 2020–prezent: Conducerea lui Bob Chapek, pandemia de COVID-19, întoarcerea lui Iger și a 100-a aniversare
În 2020, Bob Chapek a fost numit ca succesor al lui Bob Iger la postul de director general al companiei.
Pandemia de COVID-19 a avut un impact semnificativ în operațiunile lui Disney, cu parcuri tematice închise și mai multe filme reprogramate.
În 2022, Iger s-a întors și l-a înlocuit pe Chapek.
Pe 16 octombrie 2023, The Walt Disney Company și-a sărbătorit 100 de ani de existență.

## Unitățile companiei
The Walt Disney Company operează trei segmente principale de afaceri:
- Disney Entertainment se ocupă de portofoliul întreg al Disney de afaceri de divertisment media și conținut, inclusiv Walt Disney Studios, Disney General Entertainment Content, Disney Streaming și Disney Platform Distribution. Divizia este condusă de Alan Bergman și Dana Walden.
- ESPN este responsabilă pentru gestionarea și supravegherea portofoliului companiei de conținut de sport, produse și experiențe prin toate platformele Disney în toată lumea, inclusiv canalele sale internaționale de sport. Divizia este condusă de James Pitaro.
- Disney Experiences este hub-ul global care aduce poveștile, personajele și francizele Disney la viață prin parcuri tematice și stațiuni, experiențe de croazieră și vacanțe și produse pentru consumatori—totul de la jucării la îmbrăcăminte și de la cărți la jocuri video. Divizia este condusă de Josh D'Amaro.

## Conducere
- Mark Parker, președinte al consiliului de administrație
- Bob Iger, director general